# Кудузулуш I
Кудузулуш I (Кутучулуш I) — верховный правитель (суккаль-мах) Элама, правивший около 1745—1730 годов до н. э., из династии Эпартидов.
Племянник Ширукдуха I и Шимут-варташа, при жизни последнего он был назначен суккалем Суз. Брат Сиве-палар-хуппака, в правление которого он стал суккалем Элама и Симашки. Правитель Суз Шуллим-кутур, к тому времени несомненно умер и спустя некоторое время после единоличного правления Кудузулуш назначил правителем Суз своего племянника Кутир-Наххунте I.
| Династия Эпартидов (Суккаль-махи) |                                            |                            |
| Предшественник: Сиве-палар-хуппак | суккаль-мах Элама ок. 1745 — 1730 до н. э. | Преемник: Кутир-Наххунте I |